# أيديولوجية كيبك الفيدرالية

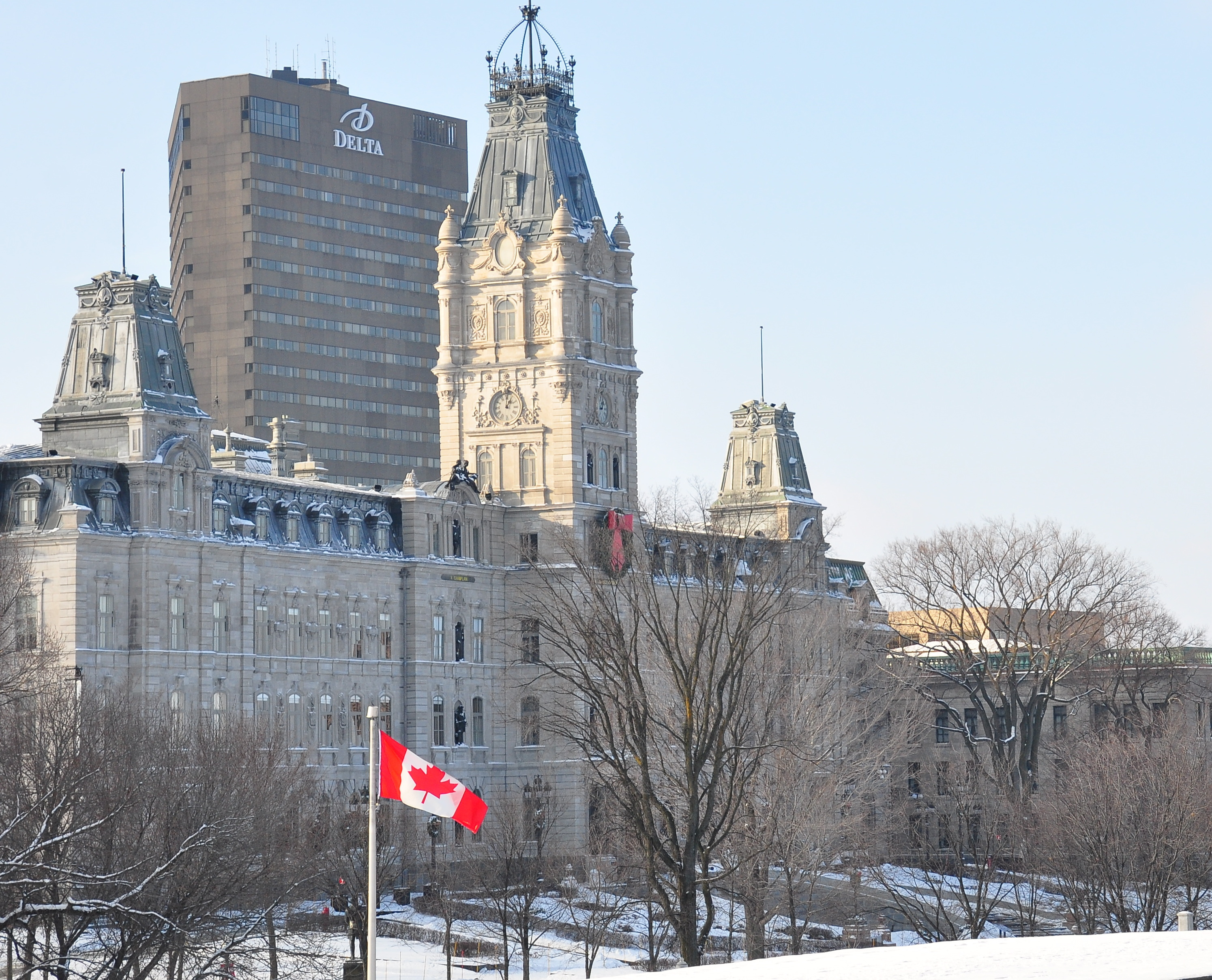

تدور أيديولوجية كيبك الفيدرالية حول مفهوم أن تبقى كيبك جزءًا من كندا، بما يتعارض مع رغبات حركة سيادة كيبك ومناصري استقلال كيبك.
فمن خلال نقاش السيادة تأرجح الشعور الوطني بكيبك بين خيارات الفيدرالية وتحقيق السيادة، حيث إن العديد من القوميين بكيبك على استعداد لأن يكونوا جزءًا من الفيدرالية الكندية بحكومة لا مركزية. إذ عارض الناطقون بالإنجليزية في كيبك، والناطقون بغير الإنجليزية والفرنسية والسكان الأصليون انفصال كيبك عن كندا بقوة.
بينما يشير أنصار الاستقلال إلى اعتقادهم أن كيبك أمة بذاتها بسبب تاريخها الفريد من نوعه، واللغة الرئيسية بها وتراثها المشترك. وبوجه عام، يعتقد المعارضون للسيادة أن هذه الفكرة خطيرة بسبب العلاقات السياسية والمالية والشخصية والاقتصادية القائمة بين سكان كيبك وغيرهم من الكنديين. ويرى البعض أن هذه الخطوة غير ضرورية بسبب الطابع الوطني متعدد الثقافات وثنائي اللغة الذي تتمتع به كندا، فضلا عن الوضع القوي لللغة والثقافة الفرنسية في كيبك. ويشير المعارضون للقومية الكيبيكية إلى حقيقة أن كيبك تتميز بالتنوع العرقي تمامًا مثلها مثل بقية كندا، وبالتالي فإنها تقبل القسمة إلى جماعات عرقية ولغوية مختلفة، أو يشيرون إلى التراث الفرنكوفوني المشترك مع باقي كندا. ويعتقد الكثير من الفيدراليين أن كندا تضم العديد من الدول بالمعنى الثقافي والعرقي، وغير السياسي ، وأن كيبك يمكن تقسيمها إلى عدة دول مثل أونتاريو أو كولومبيا البريطانية.
فجميع الأحزاب الفيدرالية الكبرى، بما في ذلك حزب الأحرار الكندي، وحزب المحافظين الكندي، والحزب الديمقراطي الجديد والحزب الأخضر بكندا تدعم الحفاظ على الوضع الراهن بحيث تبقى كيبك جزءًا من كندا. ويعد الحزب الفيدرالي الكتلة الكيبيكية هو الاستثناء الوحيد.

## السياق التاريخي
تستند فكرة أن مقاطعة كيبيك يجب أن تبقى جزءًا من الاتحاد الكندي على مجموعة متنوعة من المبررات التاريخية والثقافية، حيث تركزت أساسًا على تشكل الثقافة الكندية قبل الكونفدرالية عام 1867. فتشير وجهة النظر الاتحادية للتاريخ الكندي إلى أن كندا كأمة مرتبطة ارتباطًا وثيقًا بالشعب الكندي، وهو نتاج توليفة ضخمة. فوقائع الحياة التي تعود إلى الحقبة الاستعمارية للمستوطنين الفرنسيين والبريطانيين قد تأثرت بشدة جراء الاعتبارات المحلية، مثل المناخ والجغرافيا ومجتمعات السكان الأصليين القائمة. كما تتطلب الوقائع الاقتصادية لـ فرنسا الجديدة وجود علاقة تعاونية مع المجتمعات القائمة بالفعل، حيث كان الفرنسيون أكثر استعدادًا للقيام بذلك، مع الاعتراف بنحو 39 من شعوب السكان الأصليين من ذوي السيادية كشركاء إستراتيجيين وحلفاء في معاهدة مونتريال للسلام الأعظم عام 1701. وفي الواقع، يمثل هذا الحدث وحده الفيدرالية المؤسسة لكندا أفضل تمثيل، كما سيصبح بمثابة نموذج للتطورات السياسية اللاحقة. بعد حرب السنوات السبع، قررت السلطة الاستعمارية البريطانية التي تدير مقاطعة كيبيك التي تم إنشاؤها حديثًا ترك العديد من المؤسسات الاجتماعية والثقافية كما هي، مثل الكنيسة الكاثوليكية، والقانون الفرنسي المدني، والنظام الإقطاعي، وربما الأهم من ذلك، أنماط الحياة الزراعية التقليدية ولغات السكان، والفرنسيون الكنديون الأوائل. وبهذا المعنى، تخلت كندا عن الهيمنة الثقافية للإمبراطورية البريطانية ولم يتم استيعابها. وقد كان البريطانيون سريعين في إدراك أن الملكية الفرنسية والصفوة أسرعوا في التخلي عن فرنسا الجديدة، وأن الاستياء قد تزايد بقوة ضد الهيمنة الإمبراطورية. أدركت إدارة الحكم الأترافي تطور ثقافة جديدة قبل سنوات من الفتح، وقررت عدم الاستمرار في أي نشاط في المستعمرة غير المستدامة اقتصاديًا. ففي ظل الحكم البريطاني، أدى تدفق رؤوس الأموال الجديدة نتيجة لهجرة الموالين إلى أعالي كندا، وماريتايمز وإيسترن تونشيبس وتهديد الولايات المتحدة ذات السياسة العسكرية والمستقلة حديثًا، أدى ذلك جميعًا إلى تطور المستعمرة تطورًا كبيرًا. فخلال هذه الفترة، أصبحت كيبيك ومونتريال محور اقتصاد المستعمرة الجديدة، ومؤيدًا قويًا للهوية الوطنية الجديدة. وفي أثناء ثورات 1837، قاتل الفيدراليون الكنديون، مثل لويس جوزيف بابينو، وولفريد نيلسون وويليام ليون ماكنزي مع الحكومة الاستعمارية البريطانية للتمثيل المعزز، وغيرها من المظالم الأخرى.

## الفروع الأيديولوجية
على الرغم من أن الاسم الشائع لجميع الأتباع هو ببساطة فيدرالي، فإن الفرعين الرئيسين هما:

### الفيدرالية القومية بكيبيك
دافع الفيدراليون القوميون بكيبيك عن مفهوم أن تبقى كيبيك ضمن كندا، في نفس الوقت الذي تسعى فيه للحصول على الحكم الذاتي والاعتراف الوطني بكيبيك في إطار الاتحاد الكندي. وقد كان الاتحاد الوطني خلال فترة حكم موريس دوبلسيس (ثلاثينيات إلى خمسينيات القرن العشرين) قوميًا دون أن يدعوا صراحة إلى الاستقلال، قبل أن يصبح دانيال جونسون زعيمًا. كما كان حزب كيبيك الليبرالي حزبًا فيدراليًا قوميًا كبيرًا خلال عهدي ليسيج وبوراسا (من ستينيات وحتى تسعينيات القرن العشرين). ومع ذلك، ونظرًا لإخفاقات اتفاقات بحيرة ميتش وشارلوت تاون، واستفتاء كيبيك لعام 1995 حول الاستقلال، لم يكن لدى الحزب خطة حاسمة للحصول على الاعتراف الوطني الرسمي. ومن أبرز أتباع هذه الأيديولوجية روبرت بوراسا، وجان ليسيج، وبريان مولروني.